# ピーター・R・ハント
ピーター・R・ハント（Peter R. Hunt、本名Peter Roger Hunt、1925年3月11日-2002年8月14日）は、イギリス出身の映画監督、フィルム・エディター。ピーター・ハント名義でクレジットされることが多い。映画007シリーズの編集や監督で知られる。

## 来歴
ロンドンに生まれる。第2次世界大戦中はイギリス軍に服役し、1944年のモンテ・カッシーノの戦いに参加。終戦後はイタリアに残り、ローマ大学に学ぶ。イギリスに戻ると映画界に入り、ルイス・ギルバート監督の下などで、編集を務める。映画007シリーズでは、第1作「ドクター・ノオ」から編集を担当し、第5作「007は二度死ぬ」では第2班監督を兼任。その手腕が認められて、第6作「女王陛下の007」の監督となった。
アメリカ合衆国カリフォルニア州サンタモニカで、心不全のため77歳で死去。

## 主要作品

### 監督
- 女王陛下の007（1969）
- ゴールド（1974）
- ロジャー・ムーア/冒険野郎（1976）
- ガリバー大冒険（1977）
- デス・ハント（1981）
- ワイルド・ギースII（1985）
- ハイパー・サピエンス（1986）
- トップレディを殺せ（1986）

### 編集
- 香港定期便（1959）
- ビスマルク号を撃沈せよ!（1959）
- ダイナミック作戦（1961）
- 女になる季節（1961）
- 戦艦デファイアント号の反乱（1962）
- 007 ドクター・ノオ（1962）
- 腰抜けアフリカ博士（1963）
- 007 ロシアより愛をこめて（1963）
- 007 ゴールドフィンガー（1964）
- 国際諜報局（1965）
- 007 サンダーボール作戦（1965）
- 007は二度死ぬ（1967）
- ナイト・ゲーム（1980）
- 逃亡者（1990）

## 補記
- 007シリーズ以外でも、同シリーズのスタッフや主演とした仕事が多い。
  - ルイス・ギルバート監督の「香港定期便」、「ビスマルク号を撃沈せよ」、「女になる季節」、「戦艦デファイアント号の反乱」で編集を担当。
  - 「腰抜けアフリカ博士」で編集を担当。同作は、007シリーズのプロデューサー、ハリー・サルツマンとアルバート・R・ブロッコリのイオン・プロダクションが、シリーズ以外で制作した映画の一つで、他にも多くのシリーズ常連スタッフが参加している。
  - ショーン・コネリーの007シリーズ以前の主演作、「ダイナミック作戦」で編集を担当。
  - ロジャー・ムーア主演の「ゴールド」及び「ロジャー・ムーア 冒険野郎」を監督。それ以前に、ムーア主演のテレビ・シリーズ「ダンディ2 華麗な冒険」（1971）の一話も監督している。

## 参照
1. 1 2 3  “Peter R. Hunt, 77, Film Editor And Director of a 007 Movie”. ニューヨーク・タイムズ. (2002年8月25日) 2009年7月2日閲覧。